# Срочно… Секретно… Губчека
«Срочно… Секретно… Губчека» — советский художественный фильм режиссёра Александра Косарева, снятый в Тобольске в 1982 году Первым творческим объединением на киностудии «Мосфильм».
Историко-революционный фильм.

## Сюжет
Вступительные титры:

Срочно… Секретно…

Москва. Коллегия ВЧК.

Информация о готовящейся переброске якутской пушнины за рубеж подтвердилась.

Для спасения пушного запаса Республики в тыл белобандитов направлен наш спецотряд. Командир Аксёнов, комиссар Басманова.

Через тайгу в расположение 5-й Армии отряд выведет проводник Лавров.

Операция началась.

Губчека Якутии.
1921 год. Период Гражданской войны в Советской России, Якутия.
Красная Армия теснит отряды белогвардейцев, которые договариваются о помощи японцев в поставке оружия в обмен на ценную якутскую пушнину. Об этом плане становится известно Губчека (Губернской чрезвычайной комиссии по борьбе с контрреволюцией и саботажем) и в тыл белогвардейцам направляется специальный отряд ЧК.
Отряд во главе с командиром Аксёновым (Степан Емельянов) и комиссаром Басмановой (Ирина Короткова) отбивает у белогвардейцев склад с большими запасами пушнины, заготовленной для переправки за границу. Во время захвата склада ранен проводник, который в пути умирает. Возвращение спецотряда и «мягкого золота» в расположение Красной Армии становится невозможно.
Небольшой отряд прячет свой ценный груз, а сам скрывается на заброшенной заимке. Для того, чтобы провести отряд по тайге и доставить пушнину, Губчека направляет в отряд нового проводника. Связной по кличке «Лесник» должен прибыть на пароходе в Якутск, но связного и группу пассажиров арестовывает капитан Кандоуров (Пётр Вельяминов).
Капитан Кондауров, поручик Вольнов (Сергей Мартынов) и японский полковник Хигути должны понять, кто из пассажиров является связным: жулик, белогвардейский капитан, профессор, гимназист или святой отец? Такой же вопрос задаёт себе и специальный отряд ЧК.

## В ролях
- Степан Емельянов — Аксёнов, командир спецотряда
- Ирина Короткова — Басманова, комиссар
- Петр Вельяминов — Кандоуров, капитан
- Сергей Мартынов — Вольнов, поручик
- Олег Ли — Хигути, полковник японской армии
- Леонид Марков — Седов-Матюшинский
- Михаил Новохижин — профессор Васнецов
- Сергей Яковлев — отец Никодим
- Владимир Басов — Блейкин
- Олег Видов — Петров, капитан
- Александр Стишенок — Май Журавлёв, гимназист
- Юрий Ерёмин — Горюнов
- Роман Филиппов — Пушкарёв, есаул
- Георгий Юматов — доктор Смолин
- Герман Качин — Ситников

## Съёмочная группа
- Авторы сценария: Валерий Шульжик, Оскар Волин
- Режиссёр-постановщик — Александр Косарев
- Оператор-постановщик — Игорь Богданов
- Художник-постановщик — Сергей Портной
- Композитор — Алексей Рыбников
- Текст песен Александра Косарева.

## Съёмки
Съёмки фильма проходили в Якутии — в Покровске, посёлках Кысыл-Юрюйя (Красный ручей) и Тойон-Ары; в Тобольске — в Тобольском кремле, в Тобольском драматическом театре; в Москве — в гостинице «Националь», в подвалах улицы Солянка.